# Ceropegia loureiroi
Ceropegia loureiroi är en oleanderväxtart som beskrevs av George Don jr. Ceropegia loureiroi ingår i släktet Ceropegia och familjen oleanderväxter. Inga underarter finns listade i Catalogue of Life.